# Пинит (епископ Критский)
Пинит (умер ок. 180 года) — епископ Критский. День памяти — 10 октября.
Святой Пинит был епископом Кносса, что на острове Крит. О нём сообщает Евсевий Кесарийский, который рассматривал святого как одного из наиболее видных вселенских писателей того времени.